# Riedelia grandiligula
Riedelia grandiligula là một loài thực vật có hoa trong họ Gừng. Loài này được Theodoric Valeton miêu tả khoa học đầu tiên năm 1914.

## Phân bố
Loài này được tìm thấy ở cao độ 700 m trên dãy núi Toricelli, trong tỉnh Sandaun (Tây Sepik), tây bắc Papua New Guinea. Mẫu vật điển hình: F.R.R. Schlechter 20257 do Rudolf Schlechter thu thập ngày 18 tháng 9 năm 1909.